# 한국기상산업기술원
한국기상산업기술원(韓國氣象産業技術院, Korea Meteorological Institute)은 기상산업의 진흥·발전, 기상정보의 활용 촉진 및 유통을 효율적으로 지원하기 위해 설립한 대한민국 기상청 산하의 공공기관이다. 본원은 대전광역시 동구 우암로 273(가양동, 가양본빌딩)에 위치하고 있으며, 분원은 서울특별시 서대문구 통일로 135 충정빌딩 13층~14층에 위치하고 있다.

## 설립 목적
기상산업진흥법 제17조 규정에 따라 기상산업의 지원·육성, 기상기술의 개발·지원과 기상정보의 활용을 촉진함으로써 국가 기상산업 발전에 기여함을 목적으로 한다.

## 사업 분야
- 기상산업ㆍ기상기술 육성 및 기상정보의 활용 촉진을 위한 정책 및 기술에 대한 조사ㆍ연구
- 기상산업 시장의 조사ㆍ분석 및 수집정보의 이용
- 기상산업분야의 창업 및 경영 지원
- 기상산업 및 기상기술의 해외시장 진출 지원 및 국제협력 사업
- 기상산업, 기상기술 및 기상정보 활용 활성화를 위한 지원시설의 설치 등 기반조성에 관한 사업
- 기상청 소관 연구개발사업에 대한 기획ㆍ관리ㆍ평가 및 성과 보급ㆍ실용화 촉진
- 기상정보 및 「기상법」 제23조제3항에 따른 융합특화기상정보의 수집ㆍ관리ㆍ분석ㆍ제공 및 활용 촉진
- 기상산업, 기상기술 및 기상정보 활용 전문인력의 양성 및 교육훈련
- 기상산업ㆍ기상기술 및 기상정보에 대한 이해와 활용ㆍ확산을 위한 홍보ㆍ전시ㆍ교육
- 기상 및 지진관측장비의 검정, 형식승인 및 이와 관련된 사업
- 기상 및 지진관측장비의 설치ㆍ점검ㆍ운영 및 장비 관련 기술지원
- 국가나 지방자치단체 또는 그 밖의 자로부터 위탁받은 사업이나 다른 법령에 따라 기술원의 업무로 정한 사업
- 그 밖에 기술원의 설립 목적을 달성하기 위하여 대통령령으로 정하는 사업[1]

## 연혁
- 2005년 8월 8일 재단법인 한국기상산업진흥원 설립.
- 2005년 12월 1일 기상정보지원기관 선정
- 2006년 12월 29일 기상측기검정대행기관 지정
- 2009년 10월 27일 제1대 원장(김병선) 취임
- 2009년 12월 10일 기상산업진흥법 시행
- 2009년 12월 30일 한국기상산업진흥원 설립
- 2010년 1월 19일 기상콜센터 운영 역무대행(기상청)
- 2010년 2월 22일 기상장비 구매·유지보수 대행업무(기상청)
- 2011년 1월 1일 131기상콜센터 신설
- 2011년 5월 19일 제2대 원장(박광준) 취임
- 2013년 1월 31일 위탁집행형 준정부기관 지정.[2]
- 2013년 7월 30일 국가인적자원개발 컨소시엄 운영기관 선정
- 2014년 4월 1일 제3대 원장(이희상) 취임
- 2015년 3월 31일 기상기업성장지원센터 개소
- 2015년 9월 15일 공공부문 인적자원 개발 우수기관(Best HRD) 인증 획득
- 2015년 12월 1일 가족친화 우수기관 인증 획득
- 2016년 4월 18일 제4대 원장(김종석) 취임
- 2017년 6월 28일 한국기상산업기술원 출범[3]
- 2017년 11월 15일 기상관련분야 표준개발협력기관 및 간사기관 지정
- 2018년 8월 1일 제5대 원장(류찬수) 취임
- 2020년 12월 10일 지진관측장비 검정대행기관 지정
- 2021년 6월 11일 기상측기 형식승인대행기관 지정
- 2021년 8월 27일 안전보건경영시스템 인증(ISO450012018)
- 2021년 9월 27일 제6대 現 원장(안영인) 취임
- 2023년 2월 3일 공공기관 변경 지정(기타공공기관)[4]
- 2023년 12월 11일 지방이전에 따른 본사 소재지 변경(대전광역시)
- 2024년 12월 23일 제7대 원장(황명균) 취임.

## 조직

### 원장
- 감사실

#### 경영기획본부
- 기획조정실
- 경영혁신실
- 경영지원실

#### 산업성장본부
- 산업정책실
- 기업육성실
- 해외사업개발실
- 해외사업지원실

#### 연구개발본부
- R&D 기획실
- R&D 사업실

#### 기상인프라본부
- 장비기획실
- 장비사업실

#### 기상지진인증본부
- 기상검인증실
- 지진검인증실
- 표준화지원실
- 수도권지역팀
- 중부지역팀
- 남부지역팀

## 같이 보기
- 기상청
- 항공기상청
- 한국기상전문인협회
- 한국기상학회